# Giorno dell'indipendenza del Kosovo
Il giorno dell'indipendenza del Kosovo (in albanese Dita e Pavarësisë së Kosovës) è la ricorrenza nazionale del Kosovo. Si celebra il 17 febbraio di ogni anno commemorando l'autoproclamata indipendenza dello Stato kosovaro dalla Serbia, nel 2008.
Padre dell'indipendenza kosovara fu Hashim Thaçi, all'epoca primo ministro del Kosovo, il quale disse che il giorno dopo poteva essere la chiave per "attuare la volontà dei cittadini del Kosovo", difatti il 17 febbraio 2008 il primo ministro dichiarò l'indipendenza dalla Serbia.
Padre della Nazione fu invece il politico Ibrahim Rugova, considerato la guida intellettuale e spirituale del popolo kosovaro durante la lotta per l'indipendenza dalla Serbia.
L'indipendenza kosovara, con capitale Pristina, dopo alterne vicende, è oggi riconosciuta da diversi stati membri dell'ONU, ma non viene ancora riconosciuta dalla Serbia, in quanto ritenuta storicamente parte integrante della Serbia stessa e comunque una provincia autonoma serba.
Al 2015, 115 Stati membri dell'ONU hanno garantito il suo riconoscimento, mentre 51 degli altri 82, tra cui altri due membri del consiglio di sicurezza, Cina e Russia, e cinque Paesi dell'Unione europea, si sono dichiarati contrari al riconoscimento.
L'Italia ha riconosciuto il Kosovo il 21 febbraio 2008.